# Buddhizmus Üzbegisztánban

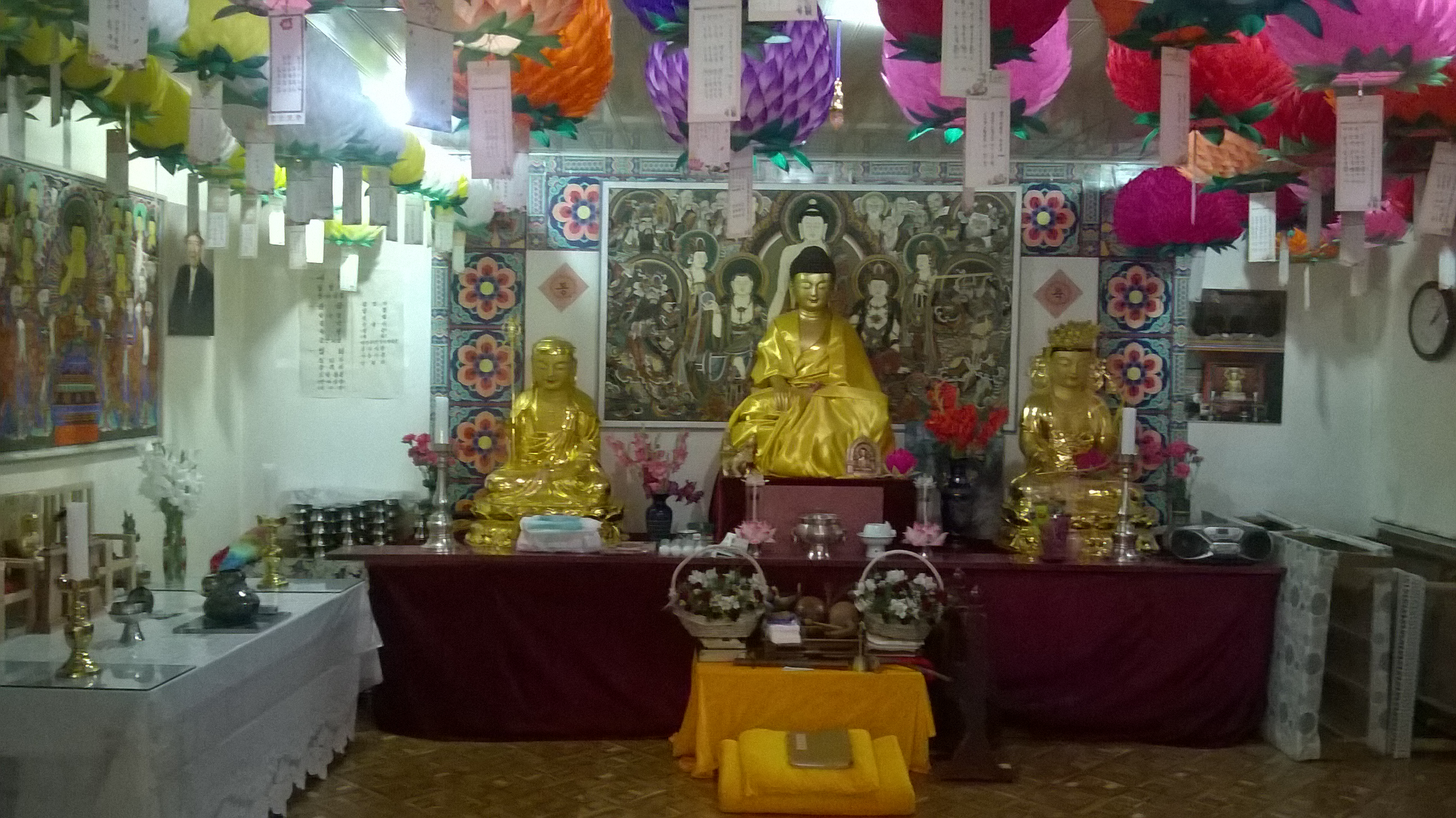
Buddhista templom Taskentben

A buddhizmus Üzbegisztánban ma kisebbségi vallásnak számít. A többségében muszlim vallású országban, a teljes lakosság mintegy 0,2%-a buddhista az amerikai külügyminisztérium nemzetközi vallásszabadságról szóló 2004-es jelentése szerint. A buddhisták többsége koreai származású. Hivatalosan csak egy buddhista szervezet, és egyetlen buddhista templom működik Üzbegisztánban, a fővárosban, Taskentben.
A buddhizmus a közép-ázsiai ország területén egykor fontos szerepet játszott a selyemút egyik állomásaként, illetve a Kusán Birodalom egy része a mai Üzbegisztán egy részén húzódott.

## Története
Egy páli nyelven írt legenda szerint felkerekedett két kereskedő és egy baktriai testvérpár, hogy felkeressék Buddhát és beálljanak a közösségébe tanítványként. Később visszatértek Baktriába és Buddha tiszteletére templomot építettek.
A Kusán Birodalom idején a buddhizmus mélyen előrenyomult Baktria és Gandhára területére. A buddhizmus népszerűsítéséhez – mahájána irányzat – legerőteljesebben Nagy Kaniska, kusán uralkodó járult hozzá. Régészeti bizonyítékok alapján a dél-üzbég Termez városa a térség egyik legfontosabb buddhista központja volt az i. sz. 1. században. Ebből a korból szintén maradtak fenn buddhista épületek  Fayaztepa és Karatepa településeken. A 8-9. században a muzulmán tokhárok benyomulása után hatalmas adókat róttak ki a nem iszlámhoz tartozó intézményekre, köztük a buddhista kolostorokra. Ennek következtében ezek a kolostorok helyzete lehetetlenné vált, a szerzeteseik javarészt a közeli Kasmírba távoztak. A 13. századra a buddhistaüldözések következtében szinte teljesen eltűnt a korábban virágzó világvallás a régióból.
A Szovjetunió létrejötte után a hivatalos államvallás az ateizmus volt. Üzbegisztánban az alkotmány szerint a kormány a mai napig nem szólhat bele a vallási szervezetek tevékenységébe.